# ريتشارد بايرون، ثاني بارون بايرون
ريتشارد بايرون، ثاني بارون بايرون (1606 - 4 أكتوبر 1679) فارس مقاتل، رجل نبيل، سياسي، وفارس إنجليزي ممن أيدوا تشارلز الأول خلال الحرب الأهلية الإنجليزية.

## نبذة
كان بايرون ابن السير جون بايرون (توفي 1623) وآن بولاينو. أخذ لقب ثاني بارون بايرون عام 1652 بسبب وفاة أخيه جون بايرون، أول بارون بايرون.
توفي اللورد بايرون عام 1679 وخلفه ابنه ويليام بايرون، ثالث بارون بايرون.